# Vegas Pro
Vegas Pro är ett videoredigeringsprogram som används för videoredigering i Windows. Programmet utvecklades ursprungligen av företaget Sonic Foundry, senare av Sony men numera utvecklas och säljs det av det tyska företaget Magix. Vegas Pro finns även i en motsvarande version för hemanvändare vid namn Vegas Movie Studio.
I Vegas arbetar användaren med spår, vilket antingen kan vara ljud- och bildspår. Vegas har stöd för i princip obegränsat antal spår.